# Альошкіна любов
«Альошкіна любов» (рос. «Алёшкина любовь») —  радянська мелодрама кіностудії Мосфільм 1960 року режисерів Семена Туманова і Георгія Щукіна, знята під художнім керівництвом Михайла Ромма.

## Сюжет
Літо 1960 року. Бригада геологів-буровиків з розвідки покладів руди веде роботи в степовому районі. Серед працівників — Альошка (Леонід Биков), хлопець, який перед вступом до геологорозвідувального інституту мріяв походити з геологами. Через свою романтичну натуру замість дружби з хлопцями він став об'єктом насмішок і недобрих жартів. А на 46-му залізничному посту, серед степу, зі своїм дідом, працює Зіна (Олександра Зав'ялова) — жвава і завзята дівчина…

## У ролях
- Леонід Биков — Альошка
- Олександра Зав'ялова — Зінка
- Олексій Грибов — дід Зінки
- Юрій Бєлов — Аркадій
- Іван Савкін — Микола
- Володимир Гуляєв — Сергій
- Олексій Зайцев — Женька
- Борис Балакін — Ілля
- Ольга Хорькова — Ліза
- Іван Рижов — Волков
- Петро Соболевський — Георгій Миколайович Белогоров, новий геолог
- Павло Винник — Андрій Петрович, начальник бурової станції
- Ігор Охлупін — залицяльник Зіни
- Ольга Наровчатова — продавчиня сільмагу